# 고달 (백제)
고달(高達, ?~?)은 백제의 관료이다.

## 생애
개로왕 때 유송(劉宋)에 사신으로 파견되었으며, 490년에는 행건위장군 광양태수 겸 장사(行建威將軍廣陽太守兼長史)로서 남제(南齊)로 파견되었다. 이후 남제로부터 행용양장군대방태수(行龍驤將軍帶方太守)직에 임명되었다.